# ارباب‌نشین صور

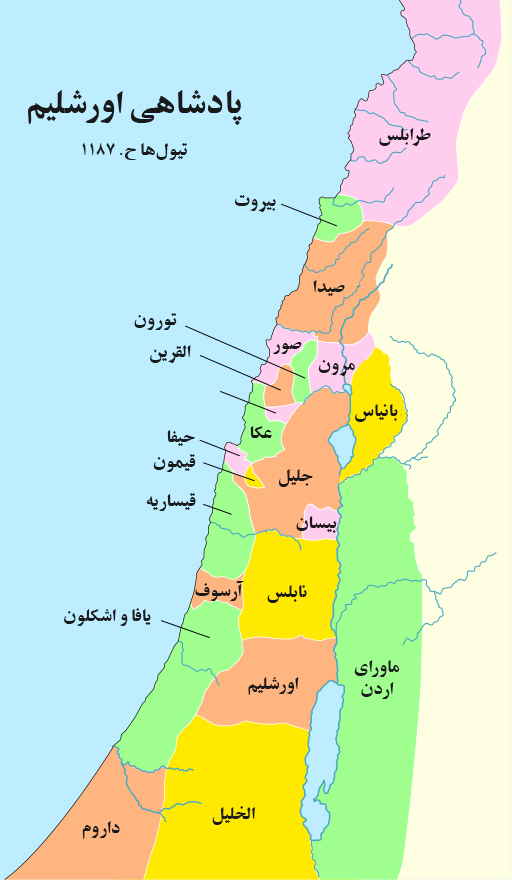
ارباب‌نشین‌های پادشاهی اورشلیم در سال ۱۱۸۷

ارباب‌نشین صور (انگلیسی: Lordship of Tyre)، یکی از واسال‌ها و قلمروهای تابع پادشاهی اورشلیم بود. کنراد مونفروا در جریان جنگ صلیبی سوم که از این منطقه دفاع می‌کرد، این ارباب‌نشین را ایجاد کرد که در آن زمان تنها شهر بزرگ و اصلی پادشاهی اورشلیم پس از حمله ۱۱۸۷ صلاح‌الدین ایوبی بود. این شهر از زمان فتح آن توسط صلیبیون همواره یکی از شهرهای مهم پادشاهی بوده‌است و حتی پس از تشکیل این ارباب‌نشین و انتقال مرکز پادشاهی به عکا، همچنان توسط کنراد و پادشاهان بعدی اورشلیم اداره می‌شده‌است. با این حال تاج‌گذاری پادشاهان در شهر صور صورت می‌گرفت نه عکا پایتخت جدید پادشاهی. این شهر یکی از کانون‌های اصلی درگیری خاندان ابلین با طرفداران فریدریش دوم، امپراتور مقدس روم، (جنگ لمباردی‌ها) بود.

## اربابان صور
- حوزه پادشاهی،  ۱۱۲۴–۱۱۲۹
- فولک آنژو، ۱۱۲۹–۱۱۳۱
- حوزه پادشاهی،  ۱۱۳۱–۱۱۸۷
- کنراد مونفروا، ۱۱۹۰–۱۱۹۲
- حوزه پادشاهی. ۱۱۹۲–۱۲۴۶
- فیلیپ مونفورد، ۱۲۴۶–۱۲۶۹
- جان مونفورد، پسر فیلیپ، ۱۲۶۹–۱۲۸۳
- هومفری مونفورد، برادر جان، ۱۲۸۳–۱۲۸۴
- حوزه پادشاهی،  ۱۲۸۴–۱۲۸۹
- امالریک لوزینیان، ۱۲۸۹–۱۲۹۱
- فتح صور توسط ممالیک،  ۱۲۹۱.